# Белчуг (Телеорман)
Белчуг (рум. Belciug) насеље је у Румунији у округу Телеорман у општини Некшешти. Oпштина се налази на надморској висини од 108 m.

## Становништво
Према подацима из 2002. године у насељу је живело 487 становника, од којих су сви румунске националности.